# 240e régiment d'infanterie

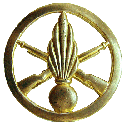
insigne de béret d'infanterie

Le 240e régiment d'infanterie (240e RI) est un régiment d'infanterie de l'Armée de terre française constitué en 1914 avec les bataillons de réserve du 40e régiment d'infanterie.
À la mobilisation, chaque régiment d'active crée un régiment de réserve dont le numéro est le sien plus 200.

## Création et différentes dénominations
- Août 1914: 240e régiment d'infanterie.
- Janvier 1917 : dissolution du régiment.

## Historique des garnisons, combats et batailles

### Première Guerre mondiale

#### Affectation
- Casernement Nîmes, 149e Brigade d'Infanterie, 15e Région.
- 75e Division d'Infanterie d'août à novembre 1914.
- 15e Corps d'Armée de réserve novembre 1914 à juin 1915.
- 30e Division d'Infanterie juin 1915 à fin novembre 1916.

#### 1914
Secteur de Verdun...Ambly-sur-Meuse...Les éparges...Bataille de la Marne...Menonville...Esnes.

#### 1915
Esnes...bois de Chappy...Champagne...Secteur de Reims...

#### 1916
Nord de Reims...Verdun...Faubourg de Soissons.

#### 1917
Le 1er janvier 1917 le régiment est dissous.

## Drapeau
Il porte, cousues en lettres d'or dans ses plis, les inscriptions suivantes, :
- Flirey 1914
- Verdun 1916

## Décorations décernées au régiment
Aucune citation au régiment.

## Personnages célèbres ayant servi au240eRI
- Jean Norton Cru, (1879-1949), historien.

## Sources et bibliographie
- Archives militaires du Château de Vincennes.
- À partir du Recueil d'historiques de l'Infanterie française (général Andolenko - Eurimprim 1969).